# Chwoszcziwka (obwód chmielnicki)
Chwoszcziwka – wieś na Ukrainie, w obwodzie chmielnickim, w rejonie sławuckim.
Wieś Chwoszczówka wchodziła wraz z folwarkiem w skład dóbr wołyńskich księżnej Anny Jabłonowskiej. 